# جستجوی درختی
جستجوی درختی از جمله پرکاربردترین استفاده از یک درخت است. درخت یک مدل مناسب برای نمایش بسیاری از مفاهیم، پدیده‌ها و رابطهٔ بین آن‌هاست. مثلاً درخت فامیلی، سلسله مراتب اداری، عبارات ریاضی و بسیاری از بازی‌ها با درخت مدل می‌شوند. در واقع درخت‌ها، گراف‌های خاصی هستند که در مورد ویژگی‌های آن‌ها نتایج نظری زیادی وجود دارد.
درخت‌ها بسته به نوع نیاز، تعداد برگ‌های مختلفی دارند. الگوریتم جستجو مختص به تعداد برگ‌های درخت می‌باشد که عبارتند از:درخت جستجوی سه‌تایی ،درخت جستجوی دودویی خود-متوازن ،درخت جستجوی دودویی متوازن وزن‌دار ،درخت جستجوی تعمیم‌یافته، درخت جستجو بندانگشتی و... در اینجا سه نوع جستجوی رایج را در درخت دودویی و درخت با تعداد برگ نامشخص و ترای (همان درخت پیشوندی است که برای جستجوی رشته‌ای مناسب است) بررسی می‌کنیم.

## درخت دودویی جستجو
درخت دودویی درخت مرتبی است که هر عنصر آن حداکثر دارای دو فرزند چپ و راست باشد. اگر یک گره فقط یک فرزند داشته باشد، باید مشخص شود که فرزند چپ است یا راست.
درخت عبارت و درخت تصمیم نمونه‌هایی از کاربردهای درخت دودویی هستند.
معروف به د.د. ج می‌باشد.

یک درخت دودویی ساده با ۹ گره و ارتفاع ۳، در این درخت گره شماره ۲ ریشه است. این درخت غیرمتوازن و نامرتب است.

معمولاً عملیات زیر بر روی یک درخت جستجوی دودویی تعریف می‌شود:
1. ایجاد یک درخت جستجوی خالی
2. آزمایش خالی بودن درخت
3. درج کردن یک کلید جدید در درخت، بدون برهم‌خوردن خاصیت درخت
4. جستجو کردن و یافتن یک کلید خاص در درخت
5. حذف کردن یک کلید از درخت، با حفظ خاصیت درخت
6. پیمایش درخت جستجوی دودویی، به طوری تمام گره‌ها دقیقاً یک بار مورد دسترسی قرارگیرند.

برای پیدا کردن گرهی با یک کلید خاص مانند key در درخت، ابتدا باید از ریشه درخت شروع کنیم. اگر ریشه تهی باشد، درخت فاقد هر عنصری بوده و جستجو ناموفق خواهد بود. در غیر اینصورت، key را با مقدار گره ریشه مقایسه می‌کنیم، اگر برابر بودند، جستجو موفق است و گره ریشه همان گره موردنظر است. در غیر این صورت، دو حالت پیش خواهدآمد:
1. key از گره ریشه کوچکتر است. در این‌حالت، هیچ عنصری در زیردرخت سمت راست وجود ندارد که مقدار کلید آن برابر با key باشد؛ بنابراین جستجو باید در زیردرخت سمت چپ ادامه‌یابد.
2. key بزرگتر از گره ریشه است. در این حالت، هیچ عنصری در زیردرخت سمت چپ وجود ندارد که مقدار کلید آن برابر با key باشد؛ بنابراین جستجو باید در زیردرخت سمت راست ادامه‌یابد.

سپس بسته به حالت یک و دو، زیردرخت سمت چپ یا زیردرخت سمت راست را به روش بازگشتی و با استفاده از الگوریتم بالا جستجو می‌کنیم. عمل جستجو در درخت جستجوی دودویی، از مرتبه {\displaystyle O(h)} است که در آن h ارتفاع درخت است. چرا که حداکثر باید به میزان عمق درخت، به طرف پایین حرکت کنیم.
در این الگوریتم، هر راس ۳ اشاره‌گر دارد:

درخت دودویی جستجو

1. اشاره‌گر به پدردرخت دودویی جستجو
2. اشاره‌گر به فرزند چپ
3. اشاره‌گر به فرزند راست

```
class
 
TreeNode
:

    
def
 
__init__
(
self
,
 
label
)
:

       

        
self
.
left_child
 
=
 
None

        
self
.
right_child
 
=
 
None

        
self
.
label
 
=
 
label

        
self
.
parent
 
=
 
None

def
 
search_in_BST
(
node
,
 
key
)
:

    
if
 
node
 
is
 
None
 
or
 
node
.
label
 
==
 
key
:

        
return
 
node

    
if
 
node
.
label
 
<
 
key
:

        
return
 
search_in_BST
(
node
.
leftChild
,
 
key
)

    
else
:

        
return
 
search_in_BST
(
node
.
rightChild
,
 
key
)

```

## جستجو در درخت با تعداد برگ نامشخص
ممکن است الگوریتمی نیاز داشته‌باشیم که در آن تعداد فرزندان هر راس نامشخص باشد. در اینصورت به درختی نیاز داریم که در آن فرزندان هر راس رابه تعداد دلخواه بتوان‌افزود.
در این الگوریتم
، هر راس ۳ اشاره‌گر دارد:
1. اشاره‌گر به پدر
2. اشاره‌گر به فرزند چپ
3. اشاره‌گر به راس بعدی در سمت راست خود راس

و برای جستجو، ابتدا برچسب خود راس را چک می‌کنیم اگر برابر با key نبود، برچسب فرزند چپ آن را بررسی می‌کنیم و اگر برابر نبود به سراغ رئوس سمت راست فرزند چپ می‌رویم و تا جایی که به مقدار None نرسیدیم، کار را ادامه می‌دهیم و الگوریتم را به صورت بازگشتی ادامه می‌دهیم.
به دلیل اینکه حداکثر همه رئوس برای یکبار جستجو طی می‌شوند، الگوریتم از مرتبه {\displaystyle O(n)} می‌باشد.
```
class
 
TreeNode
:

    
def
 
__init__
(
self
,
 
label
)
:

        
self
.
label
 
=
 
label

        
self
.
parent
 
=
 
None

        
self
.
left_child
 
=
 
None

        
self
.
right_sibling
 
=
 
None

       

       

def
 
find_in_subtree
(
tree
,
 
key
,
 
node
)
:

    
if
 
node
.
label
 
==
 
key
:

        
return
 
node

    
child
 
=
 
node
.
left_child

    
while
 
child
 
is
 
not
 
None
:

        
result
 
=
 
tree
.
find_in_subtree
(
key
,
 
child
)

        
if
 
result
 
is
 
not
 
None
:

            
return
 
result

        
child
 
=
 
child
.
right_sibling

    
return
 
None

```

## جستجو در درخت پیشوندی

یک ترای با کلیدهای in, i, ten, ted, tea, to, A و inn

در علم رایانه ترای یا درخت پیشوندی یک داده ساختار درختی است که برای آرایه‌های شرکت پذیری استفاده می‌شود که کلیدهای آن معمولاً رشته می‌باشند. برخلاف یک درخت دودویی جستجو در این درخت هیچ گرهی، کلیدی را که توسط آن گره مشخص می‌شود ذخیره نمی‌کند؛ در عوض، موقعیت آن در درخت نشان‌دهنده کلید مربوط به آن است. تمام فرزندان یک گره پیشوند مشترکی دارند که این پیشوند در گره مربوطه ذخیره می‌شود. گره ریشه نیز یک رشته خالی است. معمولاً همه گره‌ها مشخص‌کننده کلیدها نیستند. فقط برگ‌ها و بعضی از گره‌های داخلی با کلیدها مرتبط می‌شوند. گره‌های حاوی کلید به نحوی علامت‌گذاری می‌شوند تا تمام کلیدها مشخص شوند.
البته یک ترای الزاماً شامل رشته‌های کاراکتری نمی‌باشد، بلکه حتی برای جایگشت‌های عددی و مواردی از این قبیل هم می‌توان از ترای استفاده کرد و از آن در جستجوی لغت نامه‌ها نیز استفاده می‌شود.
برای جستجوی رشته یا عبارت در ترای، از ریشه درخت شروع به مقایسه می‌کنیم. در این الگوریتم، یال‌های درخت برچسب دارند و اگر یال ابتدایی برابر با مقدار ابتدای رشته باشد، سایر یال‌های متصل به یال اولیه را بررسی می‌کنیم و به صورت بازگشتی ادامه می‌دهیم تا به انتهای یک رشته که با mark مشخص شده، برسیم.
```
class
 
Node
:

    
def
 
__init__
(
self
)
:

        
self
.
mark
 
=
 
False

        
self
.
edges
 
=
 
[]

       

class
 
Edge
:

    
def
 
__init__
(
self
,
 
start
,
 
end
,
 
label
)
:

        
self
.
start
 
=
 
start

        
self
.
end
 
=
 
end

        
self
.
label
 
=
 
label

class
 
Trie
:

   

    
def
 
__init__
(
self
)
:

        
self
.
root
 
=
 
Node
()

       

   

    
def
 
find
(
self
,
 
string
)
:

        
return
 
trie_find
(
self
.
root
,
 
string
,
 
0
)

```

اگر تنها جستجوی کل عبارت مدنظر باشد، داریم:
```
def
 
trie_find
(
node
,
 
string
,
 
idx
 
=
 
0
)
:

        
if
 
idx
 
==
 
len
(
string
)
:

            
return
 
node
.
mark

        
found
 
=
 
False

        
for
 
edge
 
in
 
node
.
edges
:

            
if
 
edge
.
label
 
==
 
string
[
idx
]
:

                
found
 
=
 
True

                
return
 
trie_find
(
edge
.
end
,
 
string
,
 
idx
 
+
 
1
)

        
if
 
not
 
found
:

            
return
 
False

```

اگر پیشوندهای عبارت، مدنظر باشد، داریم:
```
def
 
trie_insert_mark_all
(
node
,
 
string
,
 
idx
)
:
     

    
node
.
mark
 
=
 
True

    
if
 
idx
 
==
 
len
(
string
)
:

        
return

    
found
 
=
 
False

    
for
 
edge
 
in
 
node
.
edges
:

        
if
 
edge
.
label
 
==
 
string
[
idx
]
:

            
found
 
=
 
True

            
trie_insert_mark_all
(
edge
.
end
,
 
string
,
 
idx
 
+
 
1
)
 
#
 
increasing
 
idx
 
to
 
proceed
 
to
 
the
 
next
 
character

    
if
 
not
 
found
:

        
new_node
 
=
 
Node
()

        
node
.
edges
.
append
(
Edge
(
node
,
 
new_node
,
 
string
[
idx
]))

        
trie_insert_mark_all
(
new_node
,
 
string
,
 
idx
 
+
 
1
)
 
#
 
increasing
 
idx
 
to
 
proceed
 
to
 
the
 
next
 
character

```